# فيليب ونايت
فيليب ونايت (بالإنجليزية: Philip Knight)‏ (25 أغسطس 1835 - 4 يناير 1882) هو لاعب كريكت بريطاني (وحمل سابقاً جنسية المملكة المتحدة لبريطانيا العظمى وأيرلندا).